# Йоанис Николаидис (шахматист)
Вижте пояснителната страница за други личности с името Йоанис Николаидис.
Йоанис Николаидис (на гръцки: Γιάννης Νικολαϊδης) е гръцки шахматист, гросмайстор от 1995 г. Шампион е на Гърция през 1995 г.

## Турнирни резултати
- 1994 – Будапеща (1 – 2-ро място с Петер Лукач на турнира „Първа събота“), Перистери (2 м. зад Василиос Котрониас)
- 2000 – Болцано (3-то място зад Гюла Сакс и Золтан Гимеси)
- 2002 – Истамбул (3-то място на Балканското индивидуално първенство зад Христос Баникас и Евгени Ерменков)
- 2005 – Агиос Кирикос (2 – 3-то място с Максим Туров, зад Дмитри Светушкин)

## Участия на шахматни олимпиади
Участва на седем шахматни олимпиади. Изиграва 65 партии, постигайки 21 победи и 32 ремита. Средната му успеваемост е 56,9 процента. През 1998 г. допуска загуба с черните фигури от Кирил Георгиев. През 2004 г. на олимпиадата в Калвия, не играе срещу българския отбор, който постига победа над гръцкия с 2,5:1,5 т.
| Година | Организатор | Отбор  | Класиране (отборно) | Дъска         |
| 1994   | Москва      | Гърция | 43                  | Трета         |
| 1996   | Ереван      | Гърция | 24                  | Първа         |
| 1998   | Елиста      | Гърция | 36                  | Втора         |
| 2000   | Истанбул    | Гърция | 20                  | Четвърта      |
| 2002   | Блед        | Гърция | 25                  | Първа резерва |
| 2004   | Калвия      | Гърция | 11                  | Първа резерва |
| 2006   | Торино      | Гърция | 22                  | Втора резерва |

## Участия на европейски отборни първенства
Николаидис участва на три европейски отборни първенства. Изиграва 19 партии, като постига 7 победи и 6 равенства. Средната му успеваемост е 52,6 процента. В Пловдив не играе срещу състезател на българския отгбор.
| Година | Организатор | Отбор  | Класиране (отборно) | Дъска         |
| 1997   | Пула        | Гърция | 25                  | Втора         |
| 2001   | Леон        | Гърция | 8                   | Четвърта      |
| 2003   | Пловдив     | Гърция | 18                  | Първа резерва |